# Еплеренон
Еплеренон (англ. Eplerenone, лат. Eplerenonum) — синтетичний препарат, що належить до групи антагоністів альдостерону. По своєму хімічному складу він має стероїдну будову, та є 9, 11-a епокси-дериватом першого представника групи антагоністів альдостерону — спіронолактону. Еплеренон був розроблений шведською фірмою «Pharmacia Corporation», яку пізніше придбала американська корпорація «Pfizer», яка продовжила подальшу розробку і маркетинг препарату. Еплеренон був схвалений FDA для використання у США у 2002 році, а пізніше допущений до використання також у Японії та Європейському Союзі.

## Фармакологічні властивості
Еплеренон — синтетичний препарат, який має стероїдну будову та належить до групи антагоністів альдостерону. Механізм дії препарату полягає в інгібуванні зв'язування мінералокортикоїдного гормону альдостерону специфічними внутрішньоклітинними мінералокортикоїдними рецепторами, розміщеними у нирках, серці, кровоносних судинах та головному мозку. Це призводить до гальмування реабсорбції натрію в канальцях нирок, що призводить до збільшення виділення сечі без збільшення виділення калію та, надалі, до зниження артеріального тиску внаслідок зниження об'єму циркулюючої рідини. Застосування еплеренону призводить до збільшення концентрації в крові альдостерону, що початково призводить до підвищення також концентрації реніну в крові, а пізніше зниження його концентрації по типу зворотнього зв'язку. Проте тривале підвищення концентрації альдостерону та реніну не призводить до зниження ефективності еплеренону, та не викликає підвищення артеріального тиску. На відміну від першого препарату групи антагоністів альдостерону — спіронолактону — еплеренон більш селективно зв'язується саме зі специфічними мінералокортикоїдними рецепторами, та практично не впливає на рецептори до інших стероїдних гормонів. Наслідком цього є значне зниження кількості побічних ефектів, пов'язаних із дією на рецептори до інших стероїдних гормонів, зокрема гінекомастії, болючість молочних залоз та вагінальних кровотеч. Зниження впливу альдостерону на серцево-судинну систему пов'язане із низкою позитивних факторів, зокрема зниженням апоптозу кардіоміоцитів, зниженням активації тромбоцитів, зниженням рівня норадреналіну, зниження розвитку фіброзу міокарду та зниження маси лівого шлуночка (із регресом гіпертрофії лівого шлуночка при інфаркті міокарду та артеріальній гіпертензії). Дані позитивні ефекти еплеренону призводять до зниження частоти госпіталізацій та зниження загальної смертності хворих як при його тривалому застосуванні у хворих із початковими ознаками серцевої недостатності, а також знижує смертність при його застосуванні у хворих гострим інфарктом міокарду, про що було представлено у результатах рандомізованих клінічних досліджень під назвами EPHESUS та EMPHASIS-HF.

### Фармакокінетика
Еплеренон швидко, але не повністю всмоктується після перорального застосування, біодоступність препарату складає 69 %. Максимальна концентрація препарату в крові досягається в середньому протягом 2 годин. Еплеренон швидко розподіляється в організмі, на відміну від багатьох сечогінних препаратів не має здатності накопичуватися в еритроцитах. Даних за проходження препарату через плацентарний бар'єр та виділення його в грудне молоко немає. Еплеренон лише на 50 % зв'язується з білками плазми крові. Метаболізується препарат у печінці із утворенням неактивних метаболітів. Еплеренон виводиться із організму переважно із сечею у вигляді метаболітів, приблизно третина від кількості прийнятого препарату виводиться із калом. Період напіввиведення препарату становить 3—5 годин, цей час збільшується у осіб із печінковою, нирковою та серцевою недостатністю.

## Показання до застосування
Еплеренон застосовується як додатковий компонент для зниження серцево-судинного ризику та смертності у лікуванні хворих із хронічною серцевою недостатністю II ФК по NYHA та систолічною дисфункцією лівого шлуночка (із фракцією викиду ≤30 %), у лікуванні стабільних хворих із дисфункцією лівого шлуночка із фракцією викиду ≤40 %, при проявах серцевої недостатності після перенесеного інфаркту міокарду, а також для лікування артеріальної гіпертензії як монотерапію, так і у комбінації з іншими препаратами.

## Побічна дія
При застосуванні еплеренону частота побічних ефектів значно нижча, ніж при застосуванні інших препаратів даної групи, проте при його застосуванні можуть спостерігатися наступні побічні ефекти:
- З боку шкірних покривів та алергічні реакції — часто (1—10 %) висипання на шкірі, свербіж шкіри, грипоподібний синдром, кашель; нечасто (0,1—1 %) гіпергідроз; у поодиноких випадках описано також випадки набряку Квінке.
- З боку нервової системи — часто (1—10 %) запаморочення, синкопальні стани; нечасто (0,1—1 %) головний біль, безсоння, гіпестезія, загальна слабість, підвищена втомлюваність.
- З боку травної системи — часто (1—10 %) нудота, запор, біль у животі, діарея; нечасто (0,1—1 %) блювання, метеоризм, холецистит.
- З боку серцево-судинної системи — часто (1—10 %) артеріальна гіпотензія,аритмії, виникнення стенокардії або інфаркту міокарду; нечасто (0,1—1 %) розвиток лівошлуночкової серцевої недостатності, фібриляція передсердь, тахікардія, тромбоз артерій кінцівок.
- З боку сечостатевої системи — часто порушення функції нирок; нечасто гінекомастія та мастодінія у чоловіків, маткові кровотечі у жінок, пієлонефрит.
- Інші побічні ефекти — болі в кінцівках та попереку, м'язові спазми, гіпотиреоз.
- Зміни в лабораторних аналізах — нечасто еозинофілія, гіперглікемія, підвищення рівня креатиніну та сечовини в крові, підвищення активності печінкових ферментів, гіперкаліємія, гіпонатріємія.

## Протипокази
Еплеренон протипоказаний при підвищеній чутливості до препарату, при важкій нирковій та печінковій недостатності, вираженій гіперкаліємії, при вагітності та годуванні грудьми, у дитячому віці, при цукровому діабеті з мікроальбуміноурією, при артеріальній гіпертензії з підвищеним рівнем креатиніну. Еплеренон протипоказаний при одночасному застосуванні з іншими калійзберігаючими діуретиками, а також із інгібіторами ферментної системи CYP 3A4 — кетоконазолом, ітраконазолом, ритонавіром, нелфінавіром, кларитроміцином, телітроміцином та нефазодоном. Протипоказаний еплеренон також у потрійній комбінації з інгібіторами АПФ та інгібіторами рецепторів ангіотензину-ІІ.

## Форми випуску
Еплеренон випускається у вигляді таблеток по 0,025 та 0,05 г.